# Татарани (Татарани)
Татарани (рум. Tătărăni) насеље је у Румунији у округу Васлуј у општини Татарани. Oпштина се налази на надморској висини од 171 m.

## Становништво
Према подацима из 2011. године у насељу је живело 734 становника.